# 邹展业
邹展业（1970年6月—），男，汉族，陕西汉中人，中华人民共和国政治人物，曾任广西壮族自治区人民政府副主席。2021年10月，降职出任广西壮族自治区人民政府副秘书长（正厅级）。